# Ponteyraud
Ponteyraud is een plaats en voormalige gemeente in het Franse departement Dordogne in de regio Nouvelle-Aquitaine en telt 55 inwoners (2009). De plaats maakt deel uit van het arrondissement Périgueux.

## Geschiedenis
Op 1 januari 2017 fuseerde Ponteyraud met La Jemaye tot de commune nouvelle La Jemaye-Ponteyraud. De beide plaatsen kregen de status van commune déléguée maar die status werd op 1 januari 2025 opgeheven.

## Geografie
De oppervlakte van Ponteyraud bedraagt 4,4 km², de bevolkingsdichtheid is dus 12,5 inwoners per km².
De onderstaande kaart toont de ligging van Ponteyraud met de belangrijkste infrastructuur en aangrenzende gemeenten.

## Demografie
Onderstaande figuur toont het verloop van het inwonertal.